# Cantó de Briva la Galharda Nord-Est
El cantó de Briva la Galharda Nord-Est és un cantó francès del departament de la Corresa, situat al districte de Briva la Galharda. Comprèn part del municipi de Briva la Galharda i fou creat el 1982 arran del cantó de Briva la Galharda Nord.

## Història
| Data d'elecció                           | Identitat       | Partit           | Qualitat |
| ---------------------------------------- | --------------- | ---------------- | -------- |
| 1970-1982                                | Jean Charbonnel | RPR              |          |
| 1982-2001                                | Raymond Lacombe | RPR              |          |
| 2001-                                    | Claude Nougein  | UDF, després UMP |          |
| les dades anteriors no són pas conegudes |                 |                  |          |
|                                          |                 |                  |          |

| 1962 | 1968 | 1975 | 1982 | 1990 | 1999 | 2006   |
| ---- | ---- | ---- | ---- | ---- | ---- | ------ |
| -    | -    | -    | -    | -    | -    | 10.540 |